# Kōdōkan
Kōdōkan (講道館, littéralement « école pour étude de la voie ») est un dojo fondé en 1882 par Jigorō Kanō, le créateur du judo. Son président actuel est Haruki Uemura.

## Histoire

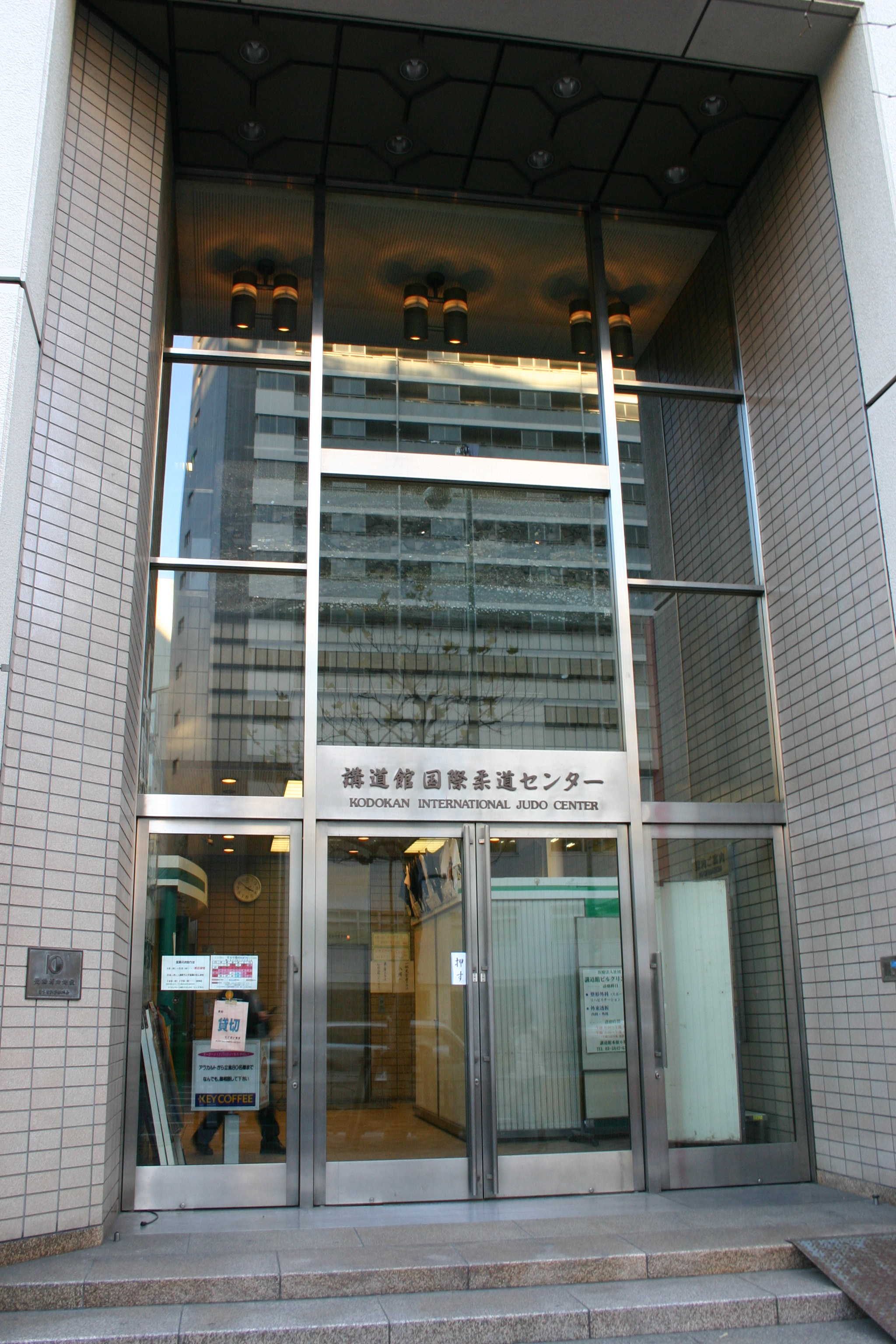
Entrée principale du Kōdōkan.

Le premier élève s'inscrivit le 5 juin 1882. Ces premiers élèves étaient âgés de 15 à 18 ans. Jigorō Kanō les hébergeait et s'occupait d'eux comme un père. Ce fut une période passionnante, mais difficile ; le jeune professeur était sans argent et le tapis mesurait à peine 20 m2. L'année suivante le dojo avait grandi et son tapis mesurait quelque 40 m2.
Deux ans plus tard, Jigorō Kanō fit construire un dojo dont le tapis mesurait près de 80 m2. Les rencontres entre diverses écoles de ju-jitsu se multiplièrent. Le Kōdōkan remporta sa première victoire éclatante en 1886 lors d'un tournoi fameux tenu au dojo de la police de Tokyo. La jeune école en remporta de nombreuses autres par la suite, notamment grâce à Shiro Saigo, l'un des plus célèbres élèves de Jigorō Kanō, entré au Kōdōkan à l'âge de 16 ans. Des sections du Kōdōkan se fondèrent à Nirayama.
Lorsque Jigorō Kanō entreprit ses premiers voyages autour du monde, il confia à ses meilleurs élèves la direction du Kōdōkan.
En 1887, une école nationale de tous les arts martiaux fut créée par le gouvernement japonais, c'est le Butokukai. Bien que placée sous l'égide de Jigorō Kanō, cette école ne tarda pas à devenir rivale du Kōdōkan. Quelques années plus tard apparut le Kosen, créé par l'université impériale de Tokyo.
Malgré la concurrence, le Kōdōkan continua son ascension, son dernier dojo devint le plus grand du Japon : 185 m2 ; peu de temps après, cette surface fut portée au double.
En 1909, le Kōdōkan devint une institution publique, c'est à cette époque que les katas établis pour le Butokukai furent enseignés. Par la suite, une section féminine s’ouvrit, de plus le Kōdōkan se vit doté d'associations culturelles et de comités de recherche.
C'est en 1934 que le Kōdōkan fut installé dans un nouveau bâtiment de trois étages. Il possédait 2 000 m2 de tapis. On dit alors du Kōdōkan qu'il était la « Mecque du judo ».
Après la seconde guerre mondiale et la défaite du Japon, les Américains interdirent toutes les activités inspirées du bushido : les arts martiaux furent prohibés et les professeurs du Kōdōkan furent seulement autorisés à enseigner aux troupes américaines.
Le judo fut permis plus tard en tant que sport et non art martial.
Au début du XXIe siècle, seuls quinze Japonais ont reçu le 10e dan.
Des délégués hauts gradés du Kōdōkan ont contribué au développement du judo en France.
Ichirō Abe, 10e dan, est l'un des enseignants du Kōdōkan. Il contribua à promouvoir son influence en Europe. Il est à l'origine du rayonnement du judo Kōdōkan comme une des écoles du judo en France et en Belgique.

## Bâtiment actuel
Depuis 1958, un nouveau bâtiment héberge le Kōdōkan à l'adresse 1-16-30 Kasuga, Bunkyō-ku, Tōkyō-to 112-0003. Il est beaucoup plus spacieux et moderne que le précédent. Outre son tapis immense, il abrite des salles spéciales réservées aux femmes, aux enfants, aux élèves particuliers, et héberge aussi des instructeurs à demeure.

## Présidents du Kōdōkan
- 1er président : Jigorō Kanō, de 1882 à 1938
- 2e président : Jiro Nango, de 1938 à 1946, neveu de Jigorō Kanō
- 3e président : Risei Kano, de 1946 à 1980, fils de Jigorō Kanō
- 4e président : Yukimitsu Kano, de 1980 à 2009, petit-fils de Jigorō Kanō
- 5e président : Haruki Uemura, depuis 2009, 9e dan, champion du monde, champion olympique et champion du Japon toutes catégories

## Les10edan décernés par le Kōdōkan
Grades décerné par le maître Jigorō Kanō :
- Yoshitugu Yamashita (1865-1935) promu en 1935 ;
- Hajime Isogai (1871-1947) promu en 1937 ;
- Hidekazu Nagaoka (1876-1952) promu en 1937.

Grades décernés par le fils de Jigorō Kanō :
- Kyuzo Mifune (1883-1965), promu en 1945 ;
- Kunisaburo Iizuka (1875-1958), promu en 1946 ;
- Kaichiro Samura (1880-1964), promu en 1948 ;
- Shotaro Tabata (1884-1950), promu en 1948 ;
- Kotaro Okano (1885-1967), promu en 1967 ;
- Matsutaro Shoriki (1885-1969), promu en 1969 ;
- Shozo Nakano (1888-1977), promu en 1977 ;
- Tamio Kurihara (1896-1979) promu en 1979 ;
- Sumiyuki Kotani (1903-1991) promu en 1984.

Grades décernés par le petit-fils de Jigoro Kano, Yukimitsu Kano :
- Toshiro Daigo (né en 1926), promu en 2006 ;
- Ichiro Abe (né en 1922), promu en 2006 ;
- Yoshimi Osawa, promu en 2006.

En France, la FFJDA ne reconnait pas les grades décernés par le Kōdōkan et vice-versa. C'est une longue histoire, par exemple le peintre Yves Klein dans les années 1950 devint ceinture noire 4e dan du Kodokan, grade qu’aucun Français n’avait atteint à l’époque, et son grade ne fut pas reconnu en France.